# Evelyn Lavu
Evelyn Lavu (Lalaura , Papua Nova Guinea - Papua Nova Guinea, 2021) va ser la patòloga de més alt rang a Papua Nova Guinea (PNG) i una reconeguda líder en la lluita contra el VIH, la malària i la tuberculosi resistent als medicaments. Va ser directora del Laboratori Central de Salut Pública de Papua Nova Guinea durant més d’una dècada i, el juny de 2021, es va convertir en la primera i única dona professora de medicina del país.

## Primers anys
Lavu va néixer al poble de Lalaura, a la província Central de Papua Nova Guinea. El seu pare era pastor i també gestionava la botiga cooperativa del poble, on sovint li demanaven que ajudés. Va estudiar a l’escola Sogeri National High School. Es va graduar a la Universitat de Papua Nova Guinea el 1986 i posteriorment va cursar estudis de postgrau en hematologia a l’Hospital Royal Prince Alfred de Sydney, Austràlia, obtenint el títol de Fellow del Royal College of Pathologists of Australasia (FRCPA) el 1996.

## Trajectòria
Lavu va treballar com a clínica, investigadora i científica de laboratori a la capital de Papua Nova Guinea, Port Moresby, però la seva tasca va tenir impacte a tot el país. Va esdevenir directora del Laboratori Central de Salut Pública del Departament Nacional de Salut de Papua Nova Guinea. La seva feina incloïa el diagnòstic precoç del VIH en infants i les proves de càrrega viral del VIH, considerades d’un impacte important en la resposta del país davant aquesta malaltia, ja que van permetre que infants amb VIH poguessin créixer com a membres productius de la societat. També va investigar la malària i la infecció pel virus del papil·loma humà (VPH), promovent les citologies (Pap tests) a nivell comunitari.
Lavu també va treballar en malalties prevenibles amb vacunació, com el xarampió i la rubèola. Més endavant en la seva carrera, va estudiar un doctorat en seqüenciació genòmica per poder contribuir a la recerca del país sobre les vies de transmissió de la tuberculosi resistent als medicaments. Abans de la seva mort, també va tenir un paper destacat en la resposta nacional davant la COVID-19.
Lavu va ser presidenta del Comitè Assessor Mèdic i Científic de Papua Nova Guinea i, poc abans de la seva mort, es va convertir en la primera dona professora de medicina a la Universitat de Papua Nova Guinea i membre del Consell de Govern de l’Institut de Recerca Mèdica de Papua Nova Guinea (PNGIMR).

## Honors i llegat
- Lavu va ser una de les guardonades amb el Westpac Outstanding Women Award (WOW) l’any 2015.[2]

## Defunció
Evelyn Lavu va morir l’agost de 2021. Tenia dos fills. En el seu homenatge, el primer ministre de Papua Nova Guinea, James Marape, la va descriure com una «filla destacada de la nació».